# Scottish Men's National League 2015-2016
La Scottish Men's National League 2015-16 è stata la 47ª edizione del massimo campionato scozzese di pallacanestro maschile e la 29ª edizione del secondo livello dei campionati del Regno Unito.

## Regolamento

### Formula
Il torneo si compone di dieci formazioni, che si affrontano in un unico girone all'italiana con partite di andata e ritorno. Le prime otto si qualificano per i play-off per il titolo nazionale, disputati in gara unica in casa della migliore classificata al termine della stagione regolare. Le ultime due classificate non gareggeranno nei play-off, la penultima disputerà uno spareggio con la seconda classificata della Division 2, mentre l'ultima retrocederà.

## Regular season

### Classifica
|                   |     | Classifica 2015-2016             | G  | V  | P  | PF   | PS   | Pt |
| ----------------- | --- | -------------------------------- | -- | -- | -- | ---- | ---- | -- |
| Scozia (bandiera) | 1.  | Boroughmuir Blaze                | 18 | 15 | 3  | 1457 | 1217 | 33 |
|                   | 2.  | Glasgow University               | 18 | 14 | 4  | 1320 | 1200 | 32 |
|                   | 3.  | Edinburgh University             | 18 | 13 | 5  | 1299 | 1076 | 31 |
|                   | 4.  | Paisley St. Mirren               | 18 | 12 | 6  | 1519 | 1345 | 30 |
|                   | 5.  | Falkirk Fury (Sony Falkirk Fury) | 18 | 12 | 6  | 1363 | 1277 | 30 |
|                   | 6.  | Edinburgh Kings                  | 18 | 9  | 9  | 1320 | 1291 | 27 |
|                   | 7.  | Glasgow Storm                    | 18 | 6  | 12 | 1235 | 1379 | 24 |
|                   | 8.  | Tayside Musketeers               | 18 | 4  | 14 | 1122 | 1315 | 22 |
|                   | 9.  | Dunferml. Reign                  | 18 | 3  | 15 | 1207 | 1502 | 21 |
|                   | 10. | Troon Tornadoes                  | 18 | 2  | 16 | 1233 | 1473 | 20 |

| Qualificate ai play-off  |
| Play Out                 |
| Retrocessa in Division 2 |

### Playout
Dunferml. Reign -  Granite City Grizzlies ??-??

### Playoff
|  | Quarti di finale | Quarti di finale     | Quarti di finale |                      |                    | Semifinali           | Semifinali | Semifinali |  |  | Finale | Finale            | Finale |
|  |                  |                      |                  |                      |                    |                      |            |            |  |  |        |                   |        |
|  | 1º               | Boroughmuir Blaze    | 80               |                      |                    |                      |            |            |  |  |        |                   |        |
|  | 8º               | Tayside Musketeers   | 64               |                      |                    |                      |            |            |  |  |        |                   |        |
|  | 8º               | Tayside Musketeers   | 64               |                      | 1°                 | Boroughmuir Blaze    | 76         |            |  |  |        |                   |        |
|  |                  |                      |                  |                      | 1°                 | Boroughmuir Blaze    | 76         |            |  |  |        |                   |        |
|  |                  | 5°                   | Falkirk Fury     | 67                   |                    |                      |            |            |  |  |        |                   |        |
|  | 4°               | 5°                   | Falkirk Fury     | 67                   | Paisley St. Mirren | 59                   |            |            |  |  |        |                   |        |
|  | 4°               |                      |                  |                      | Paisley St. Mirren | 59                   |            |            |  |  |        |                   |        |
|  | 5°               | Falkirk Fury         | 69               |                      |                    |                      |            |            |  |  |        |                   |        |
|  |                  |                      |                  |                      |                    |                      |            |            |  |  | 1°     | Boroughmuir Blaze | 76     |
|  |                  |                      | 3°               | Edinburgh University | 71                 |                      |            |            |  |  |        |                   |        |
|  | 6°               | Edinburgh Kings      | 57               |                      |                    |                      |            |            |  |  |        |                   |        |
|  | 3°               | Edinburgh University | 70               |                      |                    |                      |            |            |  |  |        |                   |        |
|  | 3°               | Edinburgh University | 70               |                      | 3°                 | Edinburgh University | 75         |            |  |  |        |                   |        |
|  |                  |                      |                  |                      | 3°                 | Edinburgh University | 75         |            |  |  |        |                   |        |
|  |                  | 7°                   | Glasgow Storm    | 61                   |                    |                      |            |            |  |  |        |                   |        |
|  | 7°               | 7°                   | Glasgow Storm    | 61                   | Glasgow Storm      | 62                   |            |            |  |  |        |                   |        |
|  | 7°               |                      |                  |                      | Glasgow Storm      | 62                   |            |            |  |  |        |                   |        |
|  | 2°               | Glasgow University   | 50               |                      |                    |                      |            |            |  |  |        |                   |        |

| Scottish Men's National League 2015-16 |
| -------------------------------------- |
| Boroughmuir Blaze 10º titolo           |